# Eurocup Basketball
L'Eurocup Basketball, coneguda habitualment com a EuroCup i actualment anomenada 7DAYS EuroCup per motius de patrocini, és una competició anual de clubs de bàsquet professionals organitzada per l'Euroleague Basketball des de 2002. És la segona competició europea per darrere de l'Eurolliga.
La competició, hereva de la Recopa d'Europa de bàsquet i de la Copa Korać, es va crear l'any 2002 amb el nom de Copa ULEB, i ha tingut diversos noms:
- Des de la temporada 2002–03 fins a la 2007–08, Copa ULEB
- Des de la temporada 2008-2009 fins a la 2015-16, Eurocup Basketball
- Des de la temporada 2016-17 fins a l'actualitat, EuroCup Basketball

## Sistema de competició
El juny de 2017 es va decidir el format de competició per a la següent temporada. Competeixen 24 equips i el format consisteix en dues fases regulars i una fase d'eliminatòries. En la primera fase de grups hi ha 4 grups de 6 equips cadascun. Els quatre primers equips es classifiquen pel Top 16. En aquesta fase hi ha 4 grups de 4 equips cadascun. Els dos primers equips de cada grup es classifiquen per les eliminatòries. Es disputen quarts de final, semifinals i final, tot al millor de tres partits. El vencedor de la final es proclama campió de l'Eurocup.

## Historial
| En negreta = Equip guanyador (1) = Nombre de títols 1-1 = Marcador campió-subcampió (prò.) = Pròrroga Nota: Noms dels equips segons l'època |

| Edició             | Temp.     | Campió                                            | Resultat                                          | Finalista                                         | Seu                                               | refs.                |
| Copa ULEB          | Copa ULEB | Copa ULEB                                         | Copa ULEB                                         | Copa ULEB                                         | Copa ULEB                                         | Copa ULEB            |
| ------------------ | --------- | ------------------------------------------------- | ------------------------------------------------- | ------------------------------------------------- | ------------------------------------------------- | -------------------- |
| I                  | 2002-03   | Pamesa València (1)                               | 76-78 / 90-78                                     | KK Krka Novo Mesto                                | Novo Mesto / València                             |                      |
| II                 | 2003-04   | Hapoel Migdal Jerusalem (1)                       | 83-72                                             | Reial Madrid                                      | Spiroudome, Charleroi                             | [ 2 ]                |
| III                | 2004-05   | Lietuvos Rytas (1)                                | 78-74                                             | Makedonikos Kozani                                | Spiroudome, Charleroi                             | [ 2 ]                |
| IV                 | 2005-06   | Dinamo Moskvà (1)                                 | 73-60                                             | Aris BSA Thessaloniki                             | Spiroudome, Charleroi                             | [ 2 ]                |
| V                  | 2006-07   | Reial Madrid (1)                                  | 87-75                                             | Lietuvos Rytas                                    | Spiroudome, Charleroi                             | [ 3 ]                |
| VI                 | 2007-08   | DKV Joventut (1)                                  | 79-54                                             | Akasvayu Girona                                   | Palavela Arena, Torí                              | [ 4 ]                |
| Eurocup Basketball |           |                                                   |                                                   |                                                   |                                                   |                      |
| VII                | 2008-09   | Lietuvos Rytas (2)                                | 80-74                                             | Khimki BC                                         | Palasport Olimpico, Torí                          | [ 2 ]                |
| VIII               | 2009-10   | Power Elec. València (2)                          | 67-44                                             | ALBA Berlín                                       | Fernando Buesa Arena, Vitòria                     | [ 5 ]                |
| IX                 | 2010-11   | UNICS Kazan (1)                                   | 92-77                                             | Cajasol Sevilla                                   | Palaverde, Treviso                                |                      |
| X                  | 2011-12   | Khimki BC (1)                                     | 77-68                                             | València Basket Club                              | Khimki Basketball Center, Moscou                  |                      |
| XI                 | 2012-13   | PBC Lokomotiv-Kuban (1)                           | 75-64                                             | Bilbao Basket                                     | Spiroudome, Charleroi                             |                      |
| XII                | 2013-14   | València Basket Club (3)                          | 80-67 / 73-85                                     | Unics Kazan                                       | València / Kazan                                  | [ 6 ] [ 7 ]          |
| XIII               | 2014-15   | Khimki BC (2)                                     | 66-91 / 83-64                                     | Herbalife Gran Canaria                            | Las Palmas / Moscou                               | [ 8 ] [ 9 ]          |
| XIV                | 2015-16   | Galatasaray Odeabank                              | 66-62 / 78-67                                     | Strasbourg IG                                     | Estrasburg / Istanbul                             | [ 2 ]                |
| EuroCup Basketball |           |                                                   |                                                   |                                                   |                                                   |                      |
| XV                 | 2016-17   | Unicaja Málaga (1)                                | 2-1 (68–68 / 79-71 / 68-63)                       | València BC                                       | València / Màlaga / València                      | [ 10 ] [ 11 ] [ 12 ] |
| XVI                | 2017-18   | Darüssafaka Dogus                                 | 2-0 (78-81 / 67-59)                               | Lokomotiv Kuban                                   | Krasnodar / Istanbul                              | [ 2 ]                |
| XVII               | 2018-19   | València BC (4)                                   | 2-1 (89-75 / 92-95 / 89-63)                       | ALBA Berlin                                       | València / Berlín / València                      | [ 13 ] [ 14 ] [ 15 ] |
| XVIII              | 2019-20   | Temporada cancel·lada per la Pandèmia de COVID-19 | Temporada cancel·lada per la Pandèmia de COVID-19 | Temporada cancel·lada per la Pandèmia de COVID-19 | Temporada cancel·lada per la Pandèmia de COVID-19 | [ 16 ]               |
| XIX                | 2020-21   | AS Monaco (1)                                     | 2-0 (89-87/ 83-86)                                | UNICS Kazan                                       | Monaco / Kazan                                    | [ 2 ]                |
| XX                 | 2021-22   | Virtus Bologna (1)                                | 80-67                                             | Frutti Extra Bursaspor                            | Virtus Segafredo Arena, Bolonya                   | [ 2 ]                |
| XXI                | 2022-23   |                                                   |                                                   |                                                   |                                                   |                      |
| XXII               | 2023-24   |                                                   |                                                   |                                                   |                                                   |                      |
| XXIII              | 2024-25   | Hapoel Tel Aviv BC                                | 2-0 (74-65/ 94-103)                               | Gran Canaria                                      | Samokov/Las Palmas de Gran Canaria                | [ 17 ]               |